# Anna Henderson
Anna Henderson (Hemel Hempstead, 14 de noviembre de 1998) es una deportista británica que compite en ciclismo en la modalidad de ruta.
Participó en los Juegos Olímpicos de París 2024, obteniendo una medalla de plata en la prueba de contrarreloj.
Ganó una medalla de bronce en el Campeonato Mundial de Ciclismo en Ruta de 2019 y una medalla de plata en el Campeonato Europeo de Ciclismo en Ruta de 2023.

## Medallero internacional
| Juegos Olímpicos   | Juegos Olímpicos        | Juegos Olímpicos  | Juegos Olímpicos                |
| Año                | Lugar                   | Medalla           | Competición                     |
| ------------------ | ----------------------- | ----------------- | ------------------------------- |
| 2024               | París (Francia)         | Medalla de plata  | Contrarreloj                    |
| Campeonato Mundial |                         |                   |                                 |
| Año                | Lugar                   | Medalla           | Competición                     |
| 2019               | Yorkshire (Reino Unido) | Medalla de bronce | Contrarreloj por relevos mixtos |
| Campeonato Europeo |                         |                   |                                 |
| Año                | Lugar                   | Medalla           | Competición                     |
| 2023               | Drenthe (Países Bajos)  | Medalla de plata  | Contrarreloj                    |

## Palmarés
2019
- 2.ª en el Campeonato del Reino Unido en Ruta

2021
- Kreiz Breizh Elites, más 2 etapas
- Campeonato del Reino Unido Contrarreloj

2022
- 1 etapa del Festival Elsy Jacobs
- 3.ª en el Campeonato del Reino Unido en Ruta

2023
- 3.ª en el Campeonato del Reino Unido en Ruta
- 2.ª en el Campeonato Europeo Contrarreloj

2024
- Campeonato del Reino Unido Contrarreloj
- 2.ª en el Campeonato del Reino Unido en Ruta
- 2.ª en los Juegos Olímpicos Contrarreloj

2025
- 2.ª en el Campeonato del Reino Unido Contrarreloj
- 3.ª en el Campeonato del Reino Unido en Ruta
- 1 etapa del Giro de Italia

## Equipos
- Team TIBCO-SVB (stagiaire) (08-12.2019)
- Team Sunweb (2020)
- Visma (2021-2024)
  - Team Jumbo-Visma (2021-2023)
  - Team Visma | Lease a Bike (2024)
- Lidl-Trek (2025-)